# Bathyphantes pallidus
Bathyphantes pallidus är en spindelart som först beskrevs av Banks 1892.  Bathyphantes pallidus ingår i släktet Bathyphantes och familjen täckvävarspindlar. Inga underarter finns listade.